# Хуаюань
Хуаюа́нь (кит. упр. 花垣, пиньинь Huāyuán) — уезд Сянси-Туцзя-Мяоского автономного округа провинции Хунань (КНР).

## История
Во времена империи Цин эти места поначалу управлялись традиционными структурами. В XVIII веке была начата политика интеграции национальных меньшинств в общеимперские структуры, и в 1723 году здесь был создан Юнсуйский комиссариат (凤凰厅). В 1796 году он был подчинён напрямую властям провинции, став Юнсуйским непосредственно управляемым комиссариатом (永绥直隶厅). После Синьхайской революции в Китае была проведена реформа структуры административного деления, в ходе которой комиссариаты были упразднены, и поэтому в 1913 году комиссариат был преобразован в уезд Юнсуй (永绥县).
После образования КНР в 1949 году был создан Специальный район Юаньлин (沅陵专区), и уезд вошёл в его состав. В августе 1952 года специальный район Юаньлин был расформирован, и уезд перешёл в состав Сянси-Мяоского автономного района окружного уровня (湘西苗族自治区).
В 1953 году уезд Юнсуй, чьё название означало «навечно усмирённый», был переименован в Хуаюань (по названию посёлка, в котором размещались его власти).
28 апреля 1955 года Сянси-Мяоский автономный район был переименован в Сянси-Мяоский автономный округ (湘西苗族自治州).
20 сентября 1957 года Сянси-Мяоский автономный округ был переименован в Сянси-Туцзя-Мяоский автономный округ.

## Административное деление
Уезд делится на 9 посёлков и 3 волости.